# Рамбюр, Жюль Пьер
Жюль Пьер Рамбюр (фр. Jules Pierre Rambur) — французский врач и энтомолог.

## Биография
Рамбюр учился медицине в Туре и Монпелье. Он получил докторскую степень в сентябре 1827 года в Париже. Вместе со своим другом детства Адольфом де Грасленом (1802—1882) и Жан Батистом Альфонсом де Буадювалем (1799—1879) он опубликовал многотомный труд «Collection iconographique et historique des chenilles d’Europe» (Париж, 1832—1843). 
С 1829 по 1830 годы он объездил Корсику и опубликовал в 1832 году «Catalogue des lépidoptères de l’île de Corse». 29 февраля 1832 года он принял участие в учредительном собрании Энтомологического общества Франции. С 1834 по 1835 годы он вместе с Грасленом совершил большую поездку в Андалузию, результаты которой он опубликовывал в «Faune entomologique de l’Andalousie» (2 тома, 1837—1840) и в «Catalogue systématique des Lépidoptères de l’Andalousie» (1858—1866). 
Женился в 1841 году и работал врачом в Мен и Луара, позже он жил в Эндр и Луара, в Туре и, наконец, в Женеве. К концу жизни Рамбюр занимался изучением улиток рода Helix.